# Meryem Beklioğlu
Meryem Beklioğlu (* 1. November 1966) ist eine türkische Biologin. Sie ist Professorin für Hydrobiologie an der Technischen Universität des Nahen Ostens (METU), Ankara.

## Leben
Meryem Beklioğlu studierte von 1984 bis 1988 Biologie (B.Sc.) und machte anschließend ihren Master in Populationsgenetik an der METU in Ankara. Ihre Masterarbeit schrieb sie zu Variationen in der Morphe von sechs Arten der Tsetsefliegen (Glossina) unter Anwendung Multivariater Statistischer Analysen. Von 1991 bis 1995 promovierte sie an der Universität Liverpool in der Arbeitsgruppe zur Limnologie (Freshwater Ecology). Seit 2007 ist sie Professorin für Hydrobiologie an der METU.
Ihre Arbeitsgruppe untersucht die Auswirkungen von Klimawandel und Landnutzung auf die Dynamik von Flachwasser-Seen.